# Alifeira
Alifeira (greacă Aλίφειρα) este un oraș în Grecia în prefectura Elida.